# Victor Udoh
Victor Udoh (18 oktober 2004) is een Nigeriaans voetballer die bij voorkeur als aanvaller speelt. Hij tekende in 2023 voor Antwerp.

## Clubcarrière
HB Abuja haalde Udoh in 2023 weg bij de Nigeriaanse voetbalacademie HB Abuja. Op 21 januari 2024 debuteerde hij in de Eerste klasse tegen Charleroi. In zijn debuutseizoen kwam hij tot een totaal van twaalf invalbeurten.